# Châssis de véhicule
 (novembre 2024).
Si vous disposez d'ouvrages ou d'articles de référence ou si vous connaissez des sites web de qualité traitant du thème abordé ici, merci de compléter l'article en donnant les références utiles à sa vérifiabilité et en les liant à la section « Notes et références ».
Pour les articles homonymes, voir Châssis.
Le châssis du véhicule est le principal soutien de la structure du véhicule à moteur sur lequel tous les autres composants sont attachés.
Jusqu'aux années 1930, pratiquement chaque voiture avait un châssis séparé de sa carrosserie. Cette conception est connue comme carrosserie-sur-châssis. Avec l'apparition des grandes presses à emboutir l'acier et l'amélioration de la soudure à l'arc, commercialisés et popularisés notamment par l'industriel américain E.G. Budd, qui collabora entre autres avec Morris en Angleterre et Citroën en France, les véhicules ont pu être conçus de manière monocoque, ce qui signifie que leur châssis et leur carrosserie sont intégrés l'un à l'autre.
Presque tous les camions, les autobus et autocars comme la plupart des pickups continuent à utiliser un châssis séparé.
Par opposition à la carrosserie, on peut parler de châssis pour désigner l'ensemble des structures participant à la fonction de roulage de l'automobile, ce qui exclut le ou les moteurs, les transmissions ainsi que les accessoires.

## Fonctions
Les principales fonctions d'un châssis dans les véhicules à moteur sont les suivantes :
1. Porter les composants mécaniques et la carrosserie
2. Traiter les forces statiques et dynamiques, sans trop de flèche ni de distorsion.

Ces forces comprennent :
- Le poids du moteur, de la carrosserie, des passagers et des cargaisons.
- Les torsions verticales et longitudinales transmises en circulant sur des surfaces inégales.
- Des forces latérales causées par les conditions de la route, le vent et le pilotage du véhicule.
- Le couple du moteur et de la transmission.
- La traction longitudinale au démarrage et à l'accélération, ainsi que la compression au freinage.
- Les impacts brutaux lors des collisions.

Types de châssis en fonction de la construction :
- Châssis en échelle
- Châssis en X
- Châssis hors cadre
- Châssis hors cadre avec traverse de cadre
- Châssis périmètre

## Types des longerons

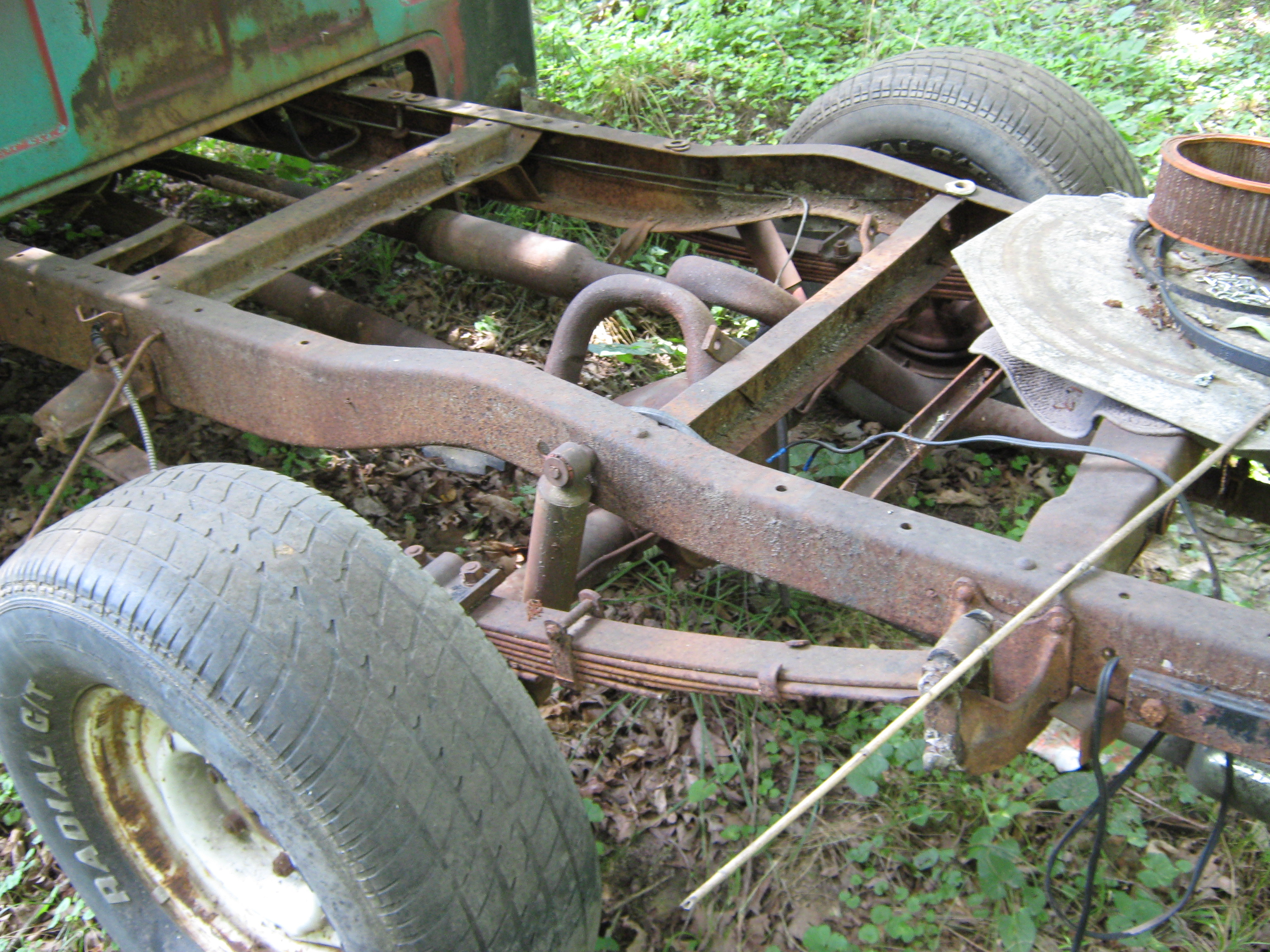
Châssis de Pick-up. Notons la traverse en forme de chapeau dans le fond, des profilés en forme de C, des traverses latérales au centre et un léger arc au-dessus de l'axe.

Le matériau généralement utilisé pour construire des châssis et des cadres de véhicule est l'acier au carbone ; on emploie parfois des alliages d'aluminium pour alléger la construction. Dans le cas d'un châssis séparé, le cadre est constitué d'éléments de structure appelé rails ou poutres. Ils sont généralement faits de sections d'acier canals sur les jantes, faites par pliage, roulage ou en pressant sur la plaque d'acier.
Il y a trois conceptions principales pour ces sections. Si le matériel est plié deux fois, une section ouverte est produite, soit en forme de C ou en forme de chapeau (en forme de U).
Les châssis « boîtes » sont constitués de rails fermés, soit par soudage, soit préfabriqués à l'aide de tubes métalliques.
C-shape
De loin le plus fréquent, le rail en forme de C a été utilisé sur presque tous les types de véhicule à un moment ou à un autre. Il est fait à partir d'acier plat (d'une épaisseur variant généralement entre 3 mm et 5 mm) qui est roulé des deux côtés pour former un faisceau en forme de C pour la longueur du véhicule.
Chapeau
Les rails en forme de chapeau ressemblent à un « U » et peuvent être utilisés droits ou inversés avec la zone ouverte vers le bas. Leur usage n'est pas répandu en raison de leur faiblesse et d'une certaine propension à la rouille, cependant ils peuvent être trouvés sur certaines Chevrolet et certaines Studebakers de 1936-1954.

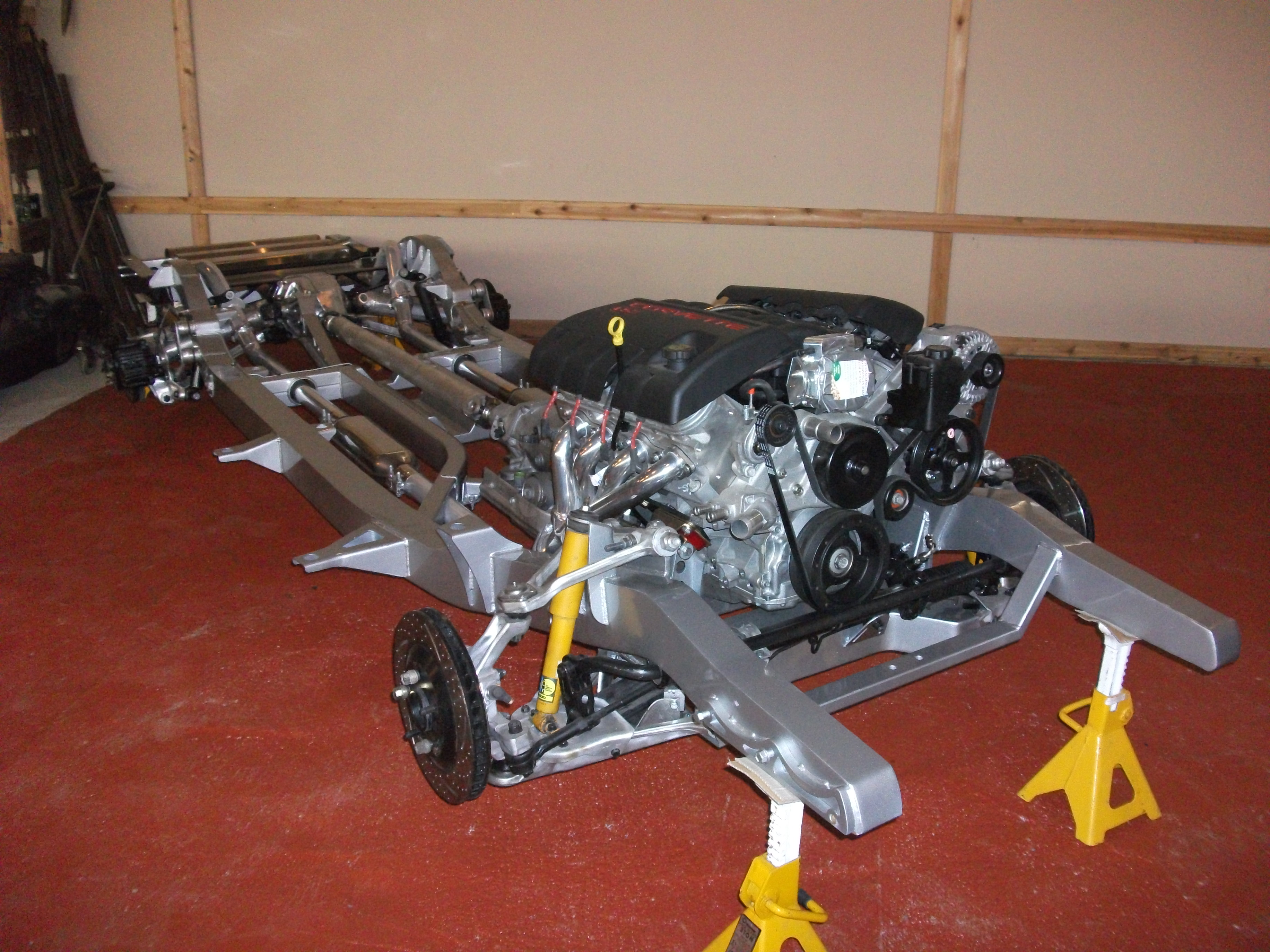
Châssis personnalisé hautes performances, utilisant des rails boîte et des sections de tube.

Abandonné pendant un certain temps, le châssis chapeau gagne à nouveau en popularité lorsque les entreprises ont commencé à le souder sous la carrosserie des voitures, créant un châssis coffre.
Coffre
À l'origine, les châssis coffre sont faits par le soudage de deux rails en C correspondants pour former un tube rectangulaire. Les techniques modernes utilisent un processus semblable aux rails en C, une pièce d'acier est pliée en quatre faces et ensuite soudée à la jointure des deux bouts.
Dans les années 1960, les châssis-coffre des  voitures américaines conventionnelles étaient soudés par points ici et là le long de l'axe ; lorsqu'elle est transformée en stock car NASCAR par les coureurs, la boîte est soudée en continu du début à la fin pour rigidifier l'ensemble.

### Caractéristiques

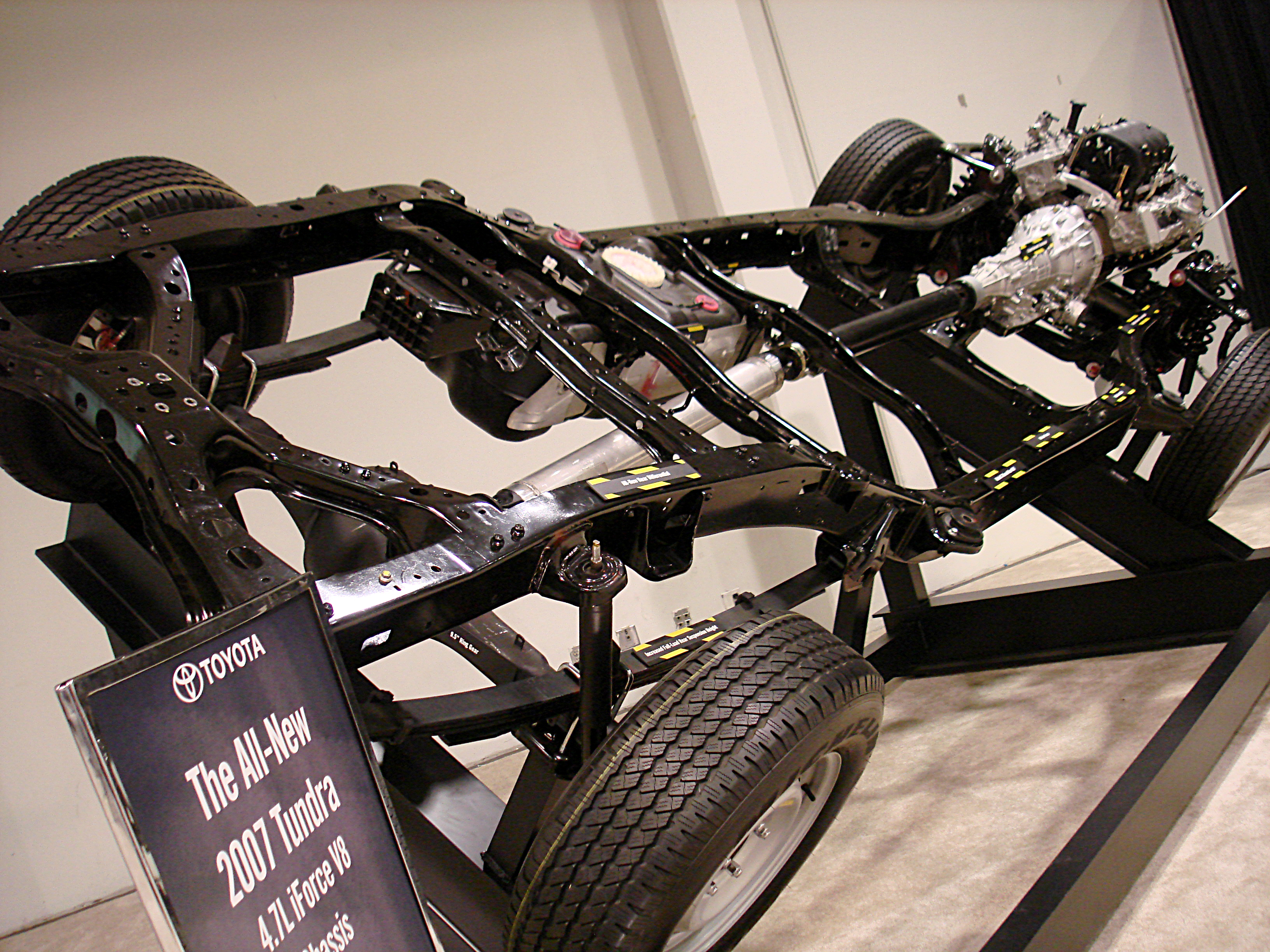
Châssis de camionnette Pickup, avec le moteur, le train roulant, la suspension et les roues.

Tout en paraissant au premier abord comme une simple armature de métal, le châssis est soumis à de grandes tensions et compressions et est construit en conséquence. Le premier thème abordé est la hauteur des longerons, ou hauteur de la paroi verticale du châssis. Plus elle est élevée, plus le châssis résistera aux flexions verticales lorsqu'une force est appliquée à sa partie supérieure. C'est la raison pour laquelle les semi-remorques ont de plus hauts rails de châssis que d'autres véhicules au lieu d'être simplement plus épais.
Quand l'aspect, la qualité de la conduite et la tenue de route deviennent de plus en plus importants pour les consommateurs, de nouvelles formes sont intégrées dans les châssis. Les parties les plus visibles sont les arcs et les renfoncements. Au lieu de courir tout droit sur les deux essieux, les châssis sont arqués pour asseoir leur partie inférieure à peu près au niveau des axes et courbés sur les essieux avant de redescendre de l'autre côté pour le placement des pare-chocs. Les renfoncements servent aussi au passage des axes et des roues, mais ne se courbent pas vers le bas de l'autre côté, et sont plus fréquents sur les extrémités avant.
On peut rencontrer des rails étroits coniques à l'avant de l'habitacle du véhicule. Cela se fait principalement sur les camions afin de réduire le poids et d'augmenter légèrement la place pour le moteur à l'avant du véhicule qui ne porte pas autant de poids que le chargement à l'arrière. Les développements de conception ont créé des châssis qui utilisent plus d'une forme dans le même longeron. Par exemple, certains camions ont un châssis boîte à l'avant de la cabine, des longerons plus courts et plus étroits sous la cabine et des profils en C sous le lit.
Sur les châssis « périmètre », les zones où les longerons se connectent à partir de l'avant au centre et du centre à l'arrière sont plus faibles par rapport aux châssis traditionnels, de sorte que cette section est en profil de boîte, créant ce qui est connu sous l'appellation de « boîte de couple ».

## Types

### Châssis en échelle

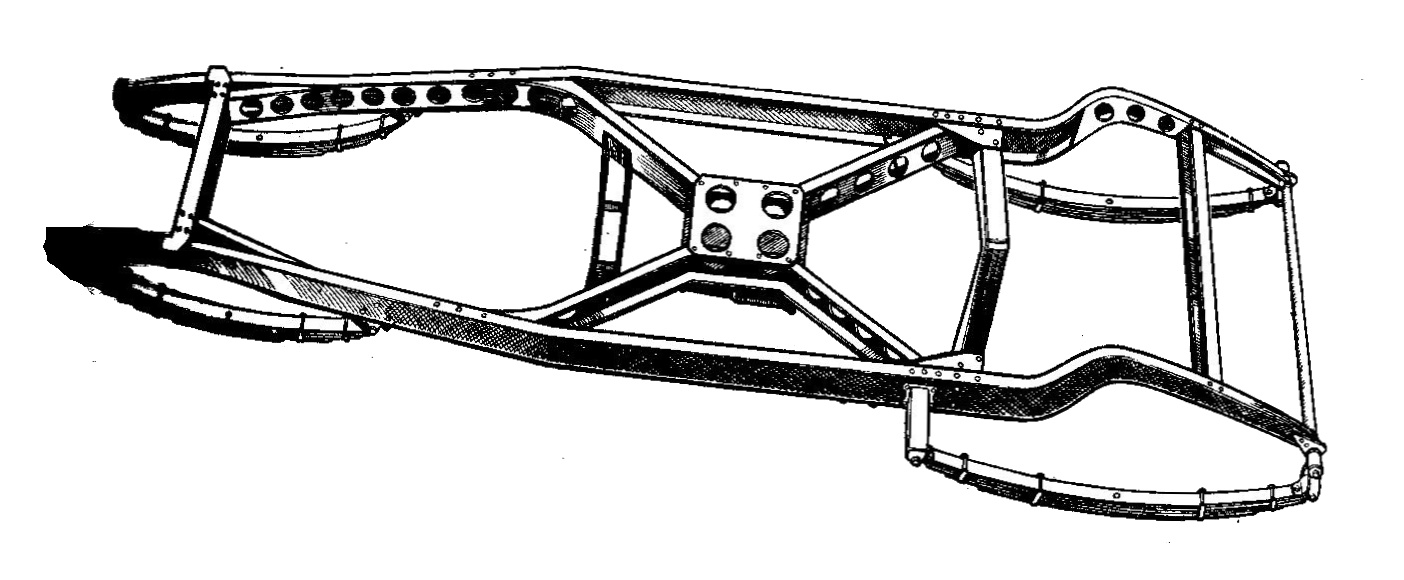
Châssis en échelle avec entretoises diagonales et trous d'allègement.

Ainsi nommé pour sa ressemblance à une échelle, le châssis en échelle est le plus simple et le plus ancien de tous les modèles. Il se compose de deux poutres symétriques, longerons ou canaux de la longueur du véhicule, et plusieurs traverses qui les relient. À l'origine vu sur presque tous les véhicules, le châssis échelle a été éliminé progressivement sur les voitures en faveur de châssis périmètre et de châssis monocoques. Il est aujourd'hui considéré principalement sur des camions. Cette conception offre une bonne résistance longitudinale en raison de ses rails continus de l'avant à l'arrière, mais une faible résistance à la torsion ou déformation si de simples traverses sont utilisées pour réunir les deux poutres constituantes. La hauteur totale du véhicule sera aussi plus grande en raison du plancher posé au-dessus du châssis au lieu de l'intérieur.

### Monocoque

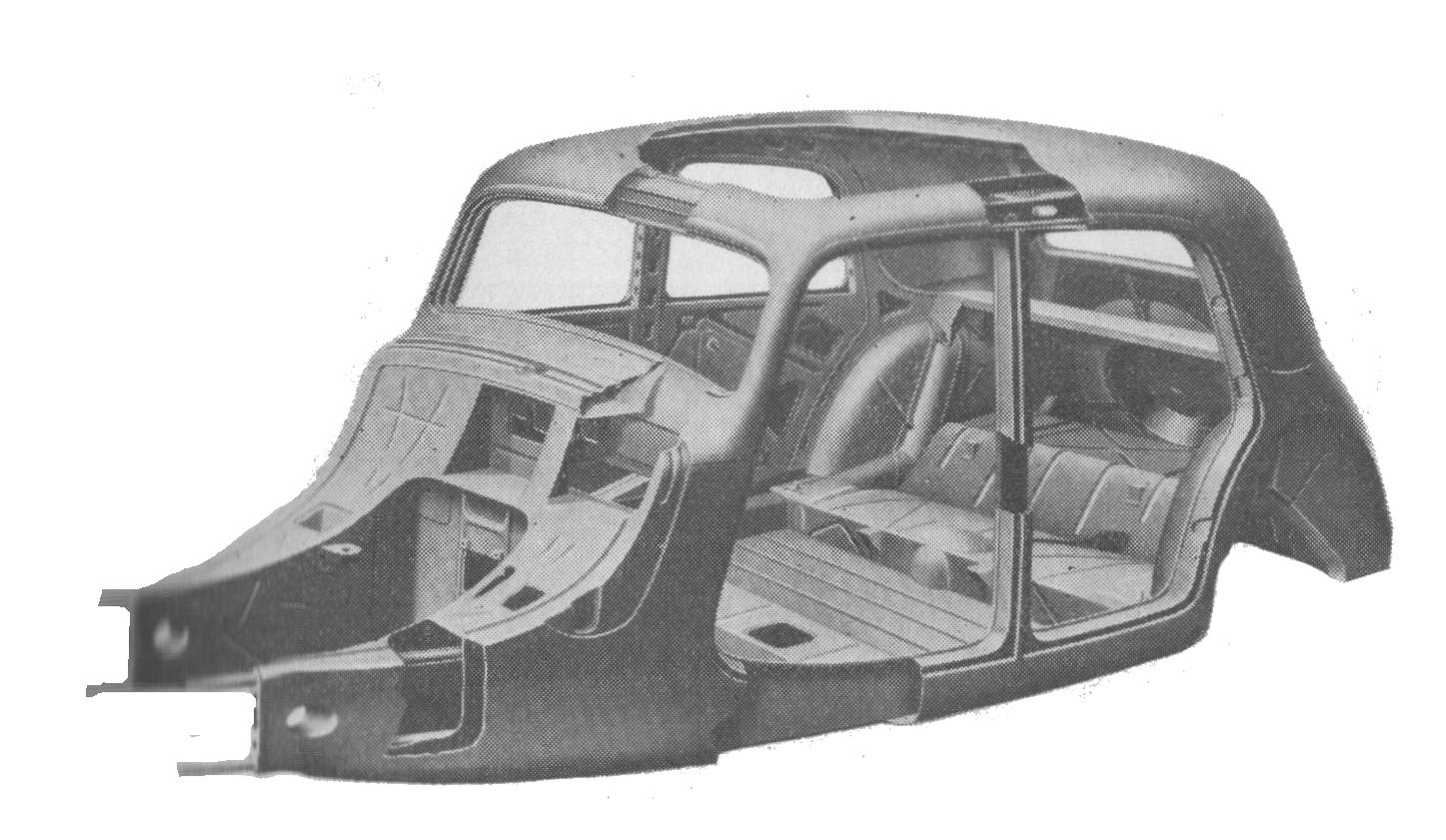
La carrosserie-châssis de la Citroën Traction Avant (1934).

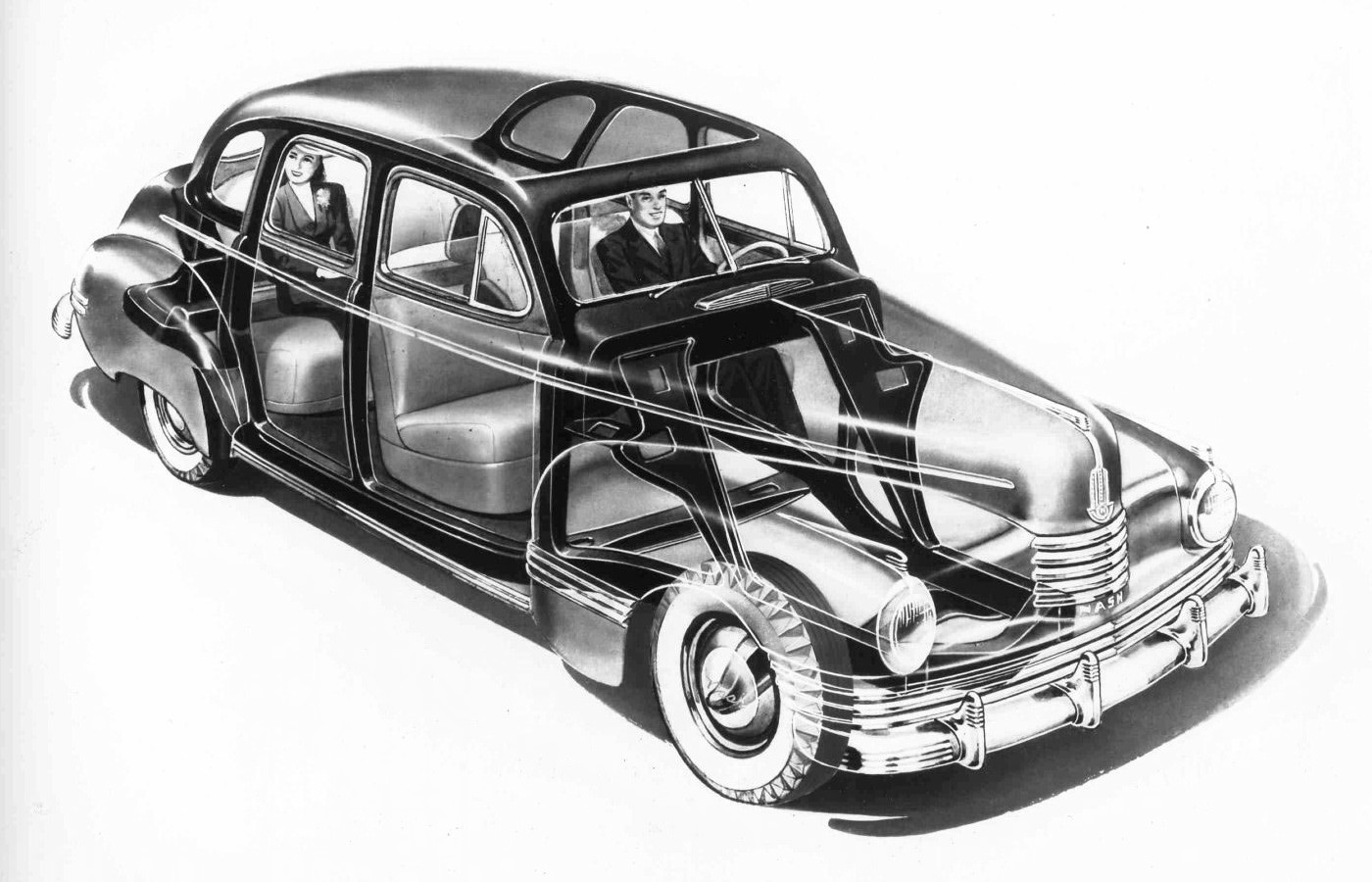
Dessin de châssis par transparence de la Nash Ambassador 600 de 1942.

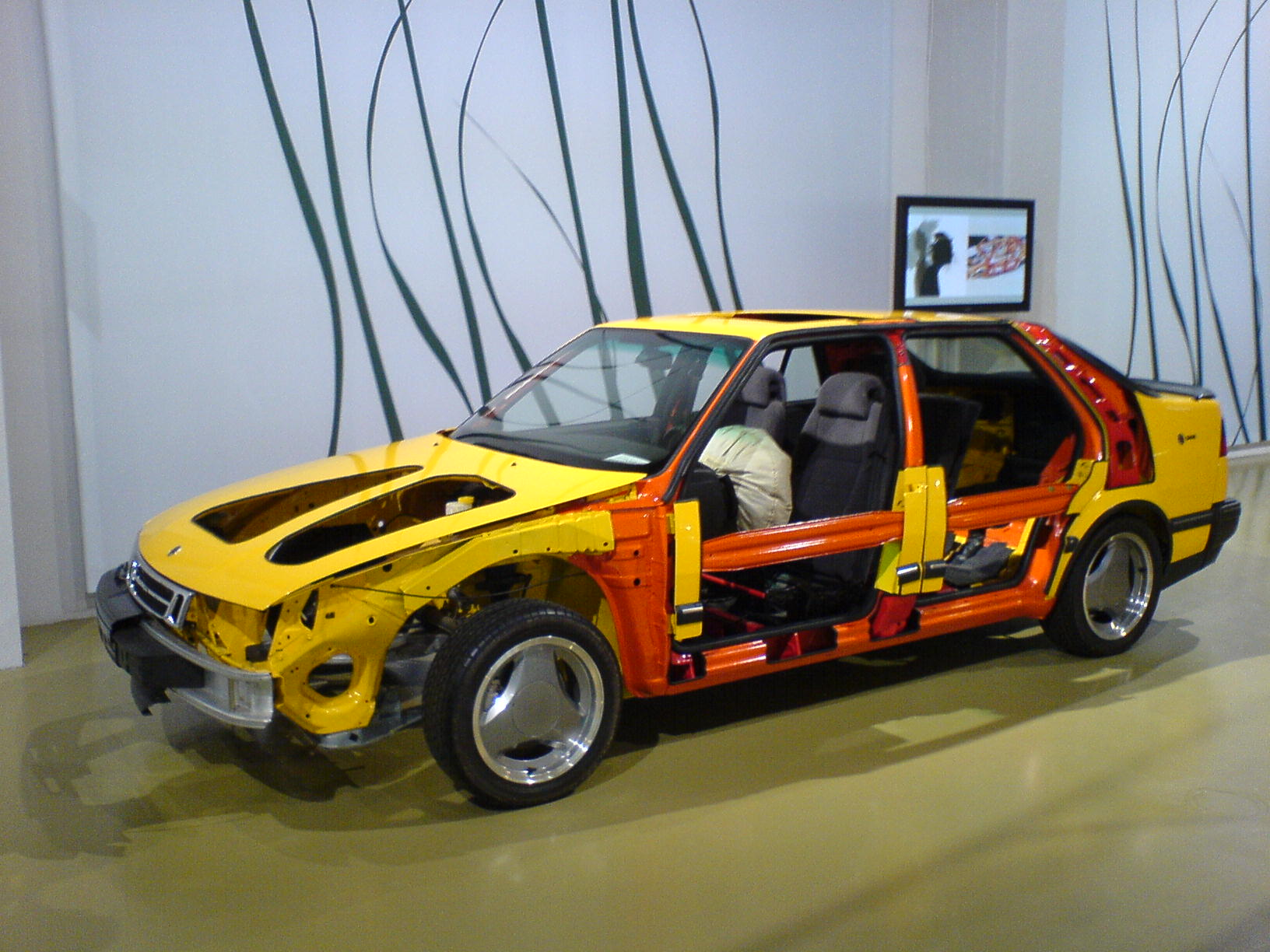
La "cellule de sécurité" de la Saab 9000 en rouge et en orange (2005).

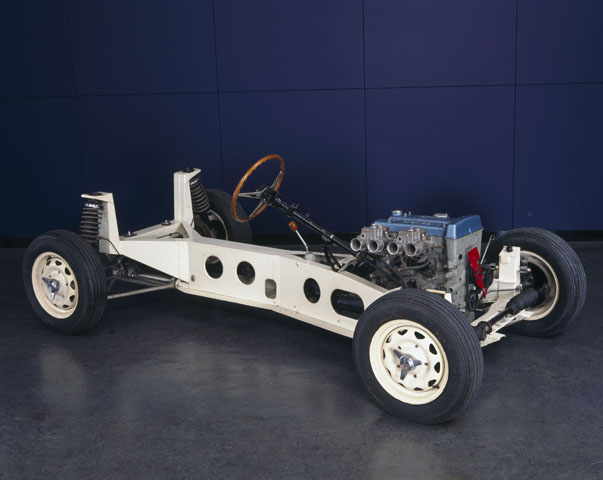
Châssis en épine dorsale de la Lotus Elan de 1962.

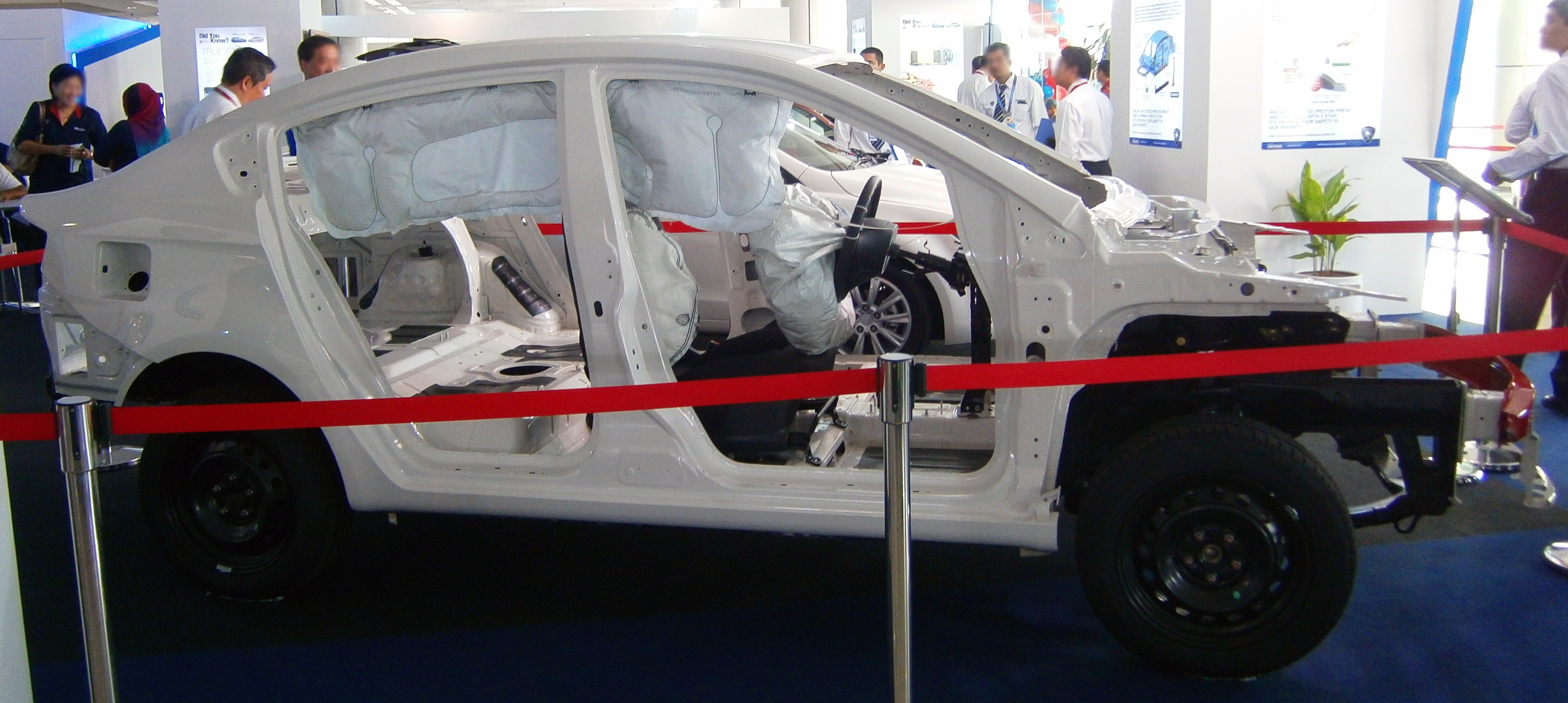
Proton Prevé avec construction monocoque.

Le terme monocoque désigne une construction unitaire où le châssis est inclus dans la carrosserie. Cette approche de l'ingénierie d'un véhicule décrit un « châssis-carrosserie d'une seule pièce », un type de construction du châssis et de la carrosserie qui forment une structure unique.
Une telle conception est généralement plus légère et plus rigide qu'un véhicule ayant une carrosserie fixée sur un châssis L'architecture traditionnelle de carrosseries-sur-châssis s'est déplacée vers la structure monocoque plus légère qui est maintenant utilisée sur la plupart des voitures. La dernière voiture produite en masse au Royaume-Uni avec un châssis séparé a été la Triumph Herald, abandonnée en 1971.
La construction intégrée du châssis et de la carrosserie nécessite plus que le simple soudage d'une carrosserie à un châssis conventionnel. Dans un système entièrement intégré, l'ensemble de la voiture est porteur de charges et doit s'occuper de toutes les forces subies par le véhicule, y compris les chargements de fret. Les structures monocoques des véhicules à roues sont généralement fabriquées par soudage de panneaux métalliques préformés et d'autres composants, par la formation ou la coulée de sections entières en une seule pièce, ou par une combinaison de ces techniques. Même si elles sont appelées des structures monocoques, parce que les panneaux extérieurs sont porteurs de charges, il y a encore des côtes, des cloisons et des sections en boîte permettant de renforcer la carrosserie, ce qui rend le nom semi-monocoque plus approprié.
La première tentative d'élaboration d'une telle conception technique fut faite sur la Lancia Lambda de 1922 pour fournir une structure de rigidité et une baisse de la taille de la voiture pour sa carrosserie torpédo. La Lambda, bien que de conception ouverte, avec un toit sans contrainte, tient moins d'une coquille monocoque que d'un bol. 13 000 ont été produites.
Un rôle clé dans le développement de la structure unitaire a été tenu par la société américaine Budd Company, maintenant ThyssenKrupp Budd. Budd fournissait des carrosseries en acier embouti à monter sur les châssis pour les constructeurs automobiles Dodge, Ford, Buick, et la société française Citroën. Cet ingénieur mit aussi au point les techniques de soudure à l'arc qui permirent l'évolution vers les constructions monocoques.
En 1930, Joseph Ledwinka, un ingénieur collaborant avec Budd, conçut un prototype d'automobile de construction unitaire.
Citroën acheta cette conception unitaire de carrosserie pour sa Traction Avant. Cette voiture de production de masse a été introduite en 1934 et vendue à 760.000 unités durant ses 23 années de production. Cette application a été la première tentative moderne de l'intégration structurelle de la carrosserie et du châssis, assemblant des pièces embouties par soudures à points pour former une cage structurelle comprenant les seuils, les piliers et les poutres de toit. En plus d'une carrosserie unitaire sans aucun châssis, ce véhicule a également présenté d'autres nouveautés comme les quatre roues à suspension indépendante, et la traction avant. En résultat de ces innovations, la Traction Avant avait un aspect futuriste pour son époque.
Pour la Chrysler Airflow, (1934-1937), Budd fournit une variation: trois sections principales de la carrosserie de l'Airflow sont soudées en ce que Chrysler appelle une construction en pont. Pour la Chrysler Airflow malheureusement, cette méthode n'était pas idéale, les ajustements de panneaux étant pauvres. Pour convaincre un public sceptique de la résistance de la carrosserie unitaire, Citroën et Chrysler créèrent des films publicitaires montrant des voitures ayant survécu après avoir été poussés du haut d'une falaise.
Opel a été le deuxième et le premier constructeur automobile allemand à produire une voiture à la carrosserie unitaire avec la compacts Olympia commencée en 1935. Une plus grande Kapitän est entrée en production en 1938, bien que ses poutres longitudinales avant fussent embouties séparément, puis attachées au corps principal.
La Lincoln-Zephyr profilée de 1936 avec la disposition classique moteur à l'avant et roues arrière motrices utilise une structure monocoque. En 1941, la construction unitaire n'était plus une idée nouvelle pour les voitures, mais c'était du jamais vu dans le marché des voitures américaines à bas prix et Nash voulait une plus grande part de marché,. La construction de la Nash 600 en structure unitaire fournit des économies de poids et le président de Nash, George W. Mason était convaincu « que la construction unitaire est la vague de l'avenir »,.
Depuis lors, de plus en plus de voitures sont passées à la structure monocoque, qui est maintenant « considérée comme la norme de l'industrie ». En 1960, la conception unitaire est utilisée par les Trois Grands de Detroit sur leurs voitures compactes (Ford Falcon, Plymouth Valiant, et Chevrolet Corvair). Après que Nash eut fusionné avec Hudson Motors pour former American Motors, les Rambler ont continué à être construites exclusivement sur des variations des structures unitaires.
Bien que la Chrysler Airflow de 1934 ait un châssis plus léger et une carrosserie soudée au châssis pour fournir la rigidité, en 1960 Chrysler passa de la conception de carrosserie sur châssis à la conception unitaire dite monocoque pour la plupart de ses voitures.
La plupart des voitures américaines de conception monocoque utilisent des boites de couple dans la conception du véhicule pour réduire les vibrations et la flexibilité du châssis, à l'exception de la Chevy II qui avait un tablier avant (appelée à tort un sous-châssis) boulonné. American Motors (avec son partenaire Renault) à la fin des années 1970, intégra la construction unitaire lors de la conception de la Jeep Cherokee (XJ) en utilisant les principes de fabrication (flancs unis, plancher intégré avec longerons et zones de déformation, et panneau de toit) utilisés dans les voitures de tourisme, comme les AMC Hornet et les quatre roues motrices Eagles pour un nouveau type de châssis appelé le « Uniframe », un robuste châssis en acier embouti soudé à une structure de carrosserie solide, alliant la force d'un châssis lourd classique aux avantages de poids de la construction Monocoque. Cette conception a également été utilisé pour le concept XJC développé par American Motors avant son absorption par Chrysler, qui devint plus tard la Jeep Grand Cherokee (ZJ).
La carrosserie monocoque est maintenant la construction préférée pour le marché des automobiles de masse et des véhicules multisegments. Cette conception offre un gain de poids, améliore l'utilisation de l'espace et facilite la fabrication. L'acceptation fut considérablement accrue dans le sillage des deux crises énergétiques des années 1970 et des années 2000, où les Suv compacts conçus sur des plates-formes de camions (principalement aux États-Unis) sont soumis aux normes CAFE depuis 2005 (à la fin des années 2000, les SUV basés sur des camions ont été supprimés et remplacés par des crossovers). Un avantage supplémentaire pour les voitures équipées d'une carrosserie solide réside dans l'amélioration de la protection des passagers.

### Épine dorsale en tube

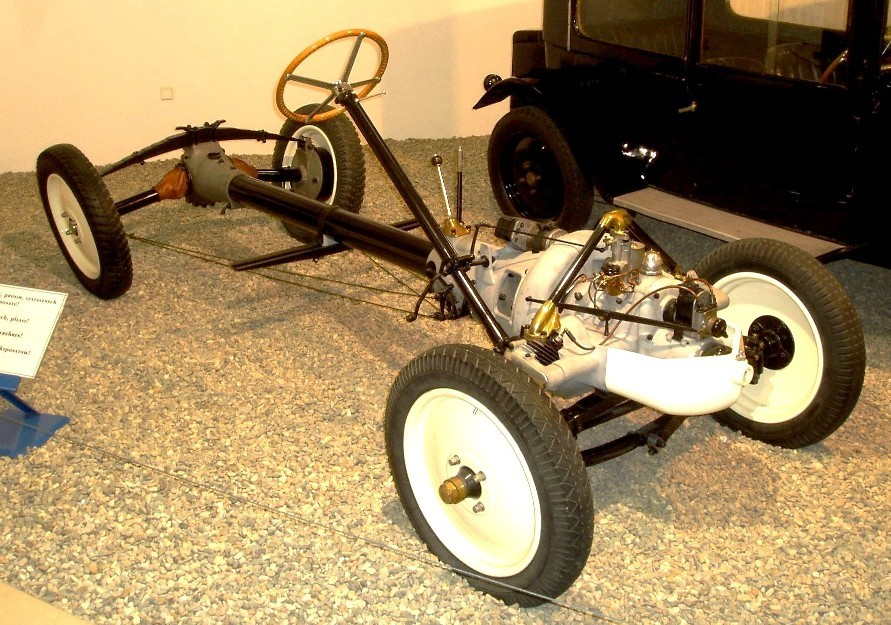
Châssis tube en épine dorsale de la Tatra T11 de 1923. Le tube relie fermement le bloc moteur/boîte de vitesses au différentiel et protège l'arbre.

Un châssis en épine dorsale est un type de châssis qui est semblable à la conception carrosserie sur châssis. Au lieu d'une échelle à deux dimensions, il se compose d'une unique forte ossature tubulaire (généralement rectangulaire en section transversale) qui relie la fixation des suspensions avant et arrière. Une carrosserie est alors placée sur cette structure.

### X-frame, ou châssis en X

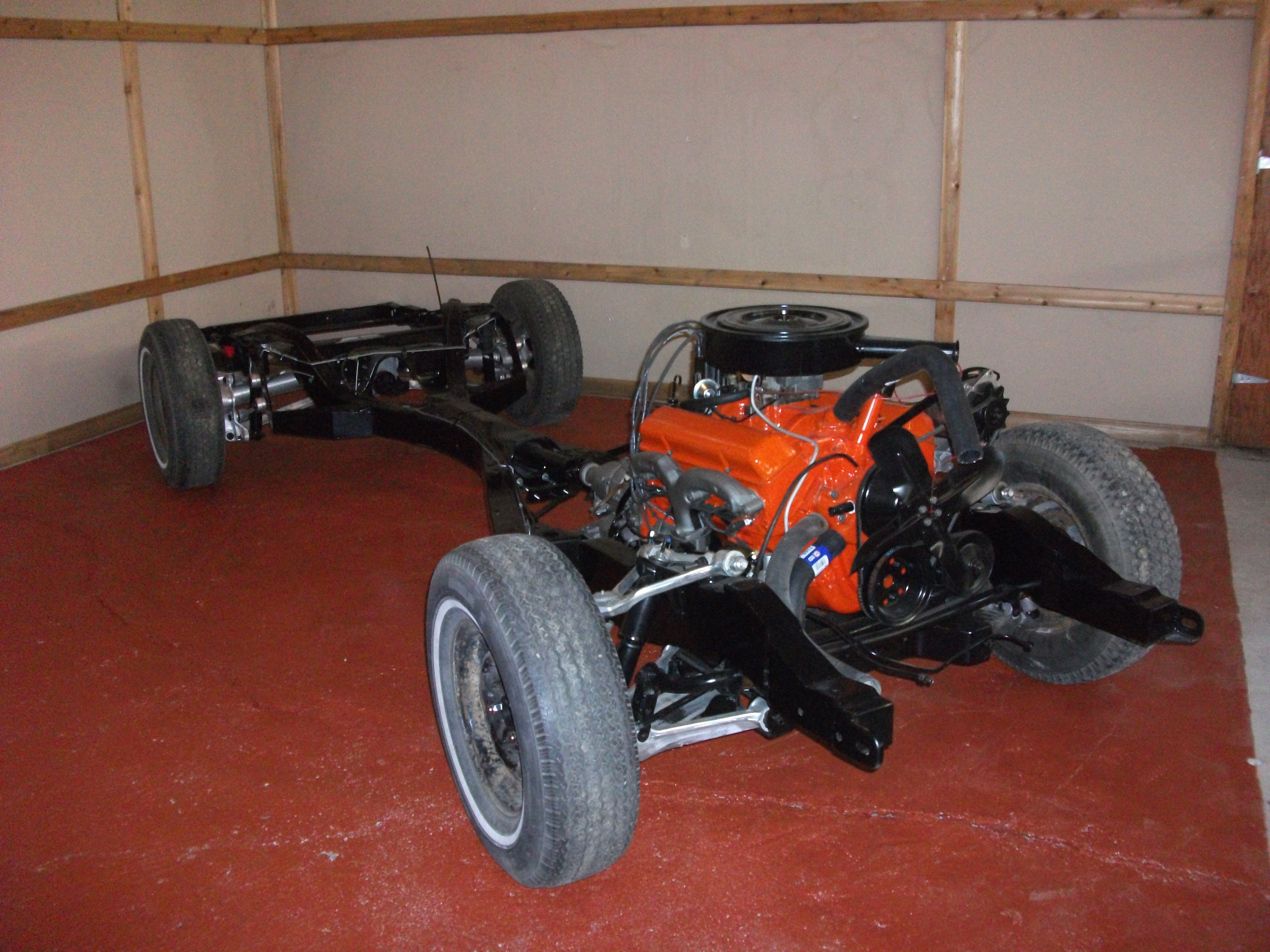
Châssis en X, roulant

Utilisé dans les grands modèles Américains de General Motors à la fin des années 1950 et au début des années 1960, ce châssis dans lequel les rails de côté du moteur semblent se croiser dans le compartiment passager, chacun continuant à l'autre extrémité de la traverse à l'extrémité arrière du véhicule. Il fut spécifiquement conçu pour abaisser l'ensemble du véhicule indépendamment de l'augmentation de la taille de la boîte de vitesses et de l'arbre de transmission. Plusieurs modèles ont eu le différentiel situé non pas comme de coutume sur la barre entre l'essieu et le châssis, mais soutenu par un joint à rotule au sommet, fixé à un triangle articulé sur une traverse du cadre.
Le X-frame améliorait prétendument les modèles précédents, mais il manquait les poutres latérales et donc ne suffisait pas comme protection latérale à l'impact.
Cette conception a alors été remplacée par le châssis-périmètre.

### Châssis périmètre

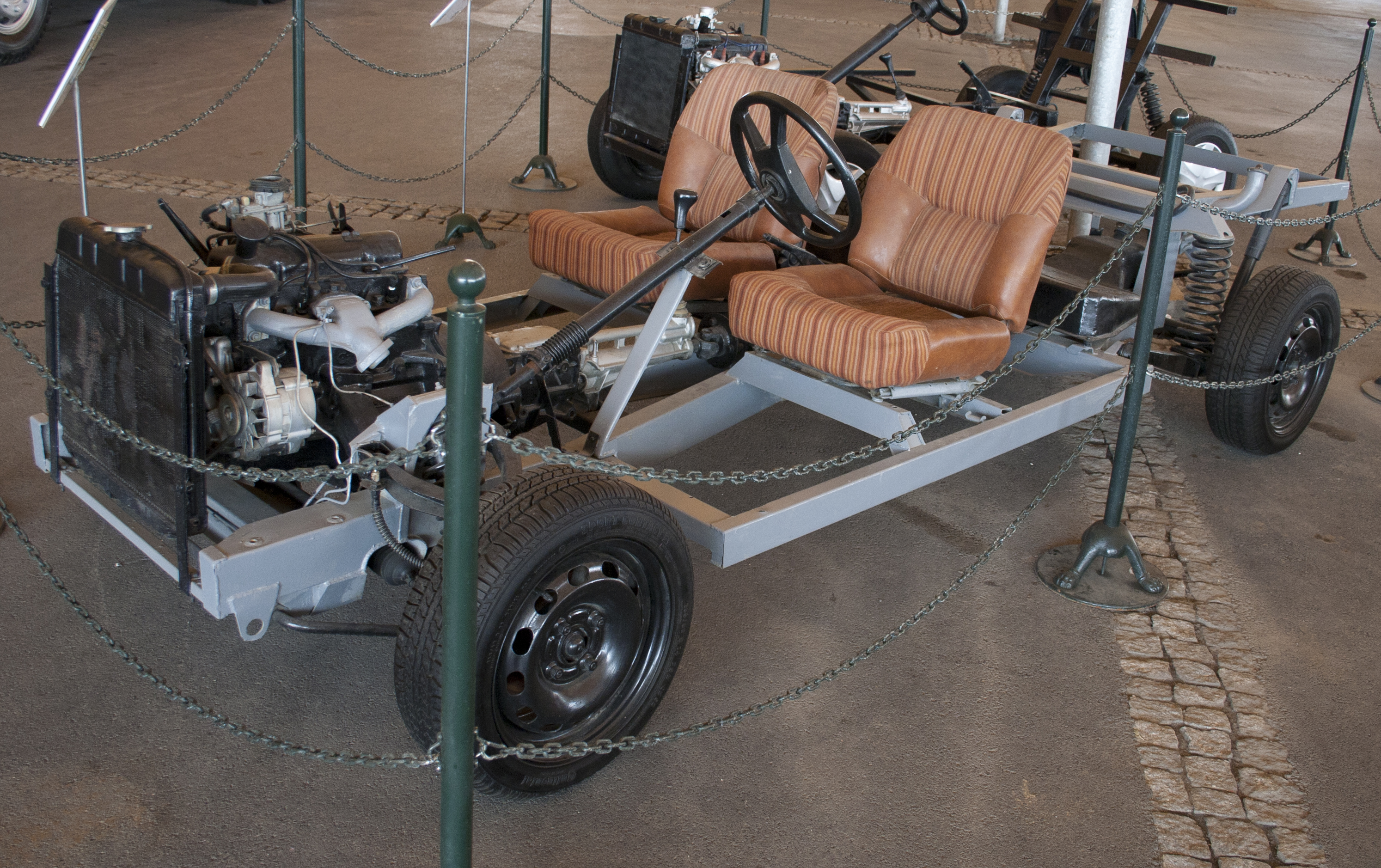
Anadol FW11 prototype avec châssis périmètre

Semblable à un châssis en échelle, mais avec les sections centrales des longerons du châssis à l'extérieur des longerons avant et arrière, juste derrière les panneaux de seuil. Cela fut fait pour permettre de baisser la hauteur d'assise des places passagers et, par conséquent, de réduire la hauteur du véhicule, principalement sur des voitures de tourisme. C'est devenu une conception persistante pour les voitures de type carrosserie sur châssis aux États-Unis uniquement, jusqu'à ce que l'uni-corps gagne en popularité. Ce châssis a permis des changements de modèle annuels, mode introduite dans les années 1950 afin d'augmenter les ventes, mais sans coûteux changements structurels. À partir de 2014, il n'y a plus de voitures à châssis périmètre construite aux États-Unis après que Ford Motor Company ait éliminé la plate-forme Panther en 2011, qui termina le châssis sur les voitures de tourisme aux États-Unis (la Corvette de Chevrolet a utilisé une variante du châssis périmètre depuis 1963, mais sa quatrième génération actuelle a des éléments du châssis périmètre intégré, avec un endosquelette intérieur).
En plus d'un toit abaissé, le châssis périmètre permet d'abaisser la position d'assise lorsque cela est souhaitable, et offre une meilleure sécurité en cas d'impact latéral. La conception manque cependant de rigidité, parce que les zones de transition de l'avant vers le centre et du centre vers l'arrière réduisent la taille de la poutre et donc la résistance à la torsion, d'où l'utilisation de boîtes de couple et de réglages de suspension très mous.

### Châssis plate-forme
C'est une modification du châssis ou de la colonne vertébrale cadre, dans lequel le plancher de l'habitacle passagers, et parfois aussi le compartiment à bagages, ont été intégrés comme parties porteuses, pour plus de solidité et de rigidité. Ni le plancher ni les autres pièces ne sont des tôles provenant directement du rouleau, mais ont été emboutis avec des crêtes et des creux pour une rigidification supplémentaire.
Les châssis plate-forme ont été utilisés avec succès sur plusieurs voitures Européennes. La plus connue est la Volkswagen Coccinelle, sur laquelle la construction est appelée carrosserie sur plan. Un autre exemple allemand sont les Mercedes-Benz Ponton des années 1950 et 1960, où il a été appelé « cadre de sol » ou « châssis de sol » dans les publicités.
La Renault 4 française, produite à plus de huit millions d'exemplaires, a aussi utilisé un châssis plate-forme. Le châssis de la 2CV Citroën représente une plus minime interprétation du châssis plate-forme.

### Châssis à structure spatiale
Dans un châssis à structure spatiale (tubulaire), la suspension, le moteur et les panneaux de carrosserie sont attachés à un squelette de tubes en trois dimensions, et les panneaux de carrosserie ont peu ou pas de fonction structurelle. Afin de maximiser la rigidité et de minimiser le poids, la conception permet d'utiliser au maximum les triangles, et toutes les forces dans chaque jambe sont soit en traction ou en compression, jamais en flexion, de sorte qu'ils peuvent être aussi minces que possible.

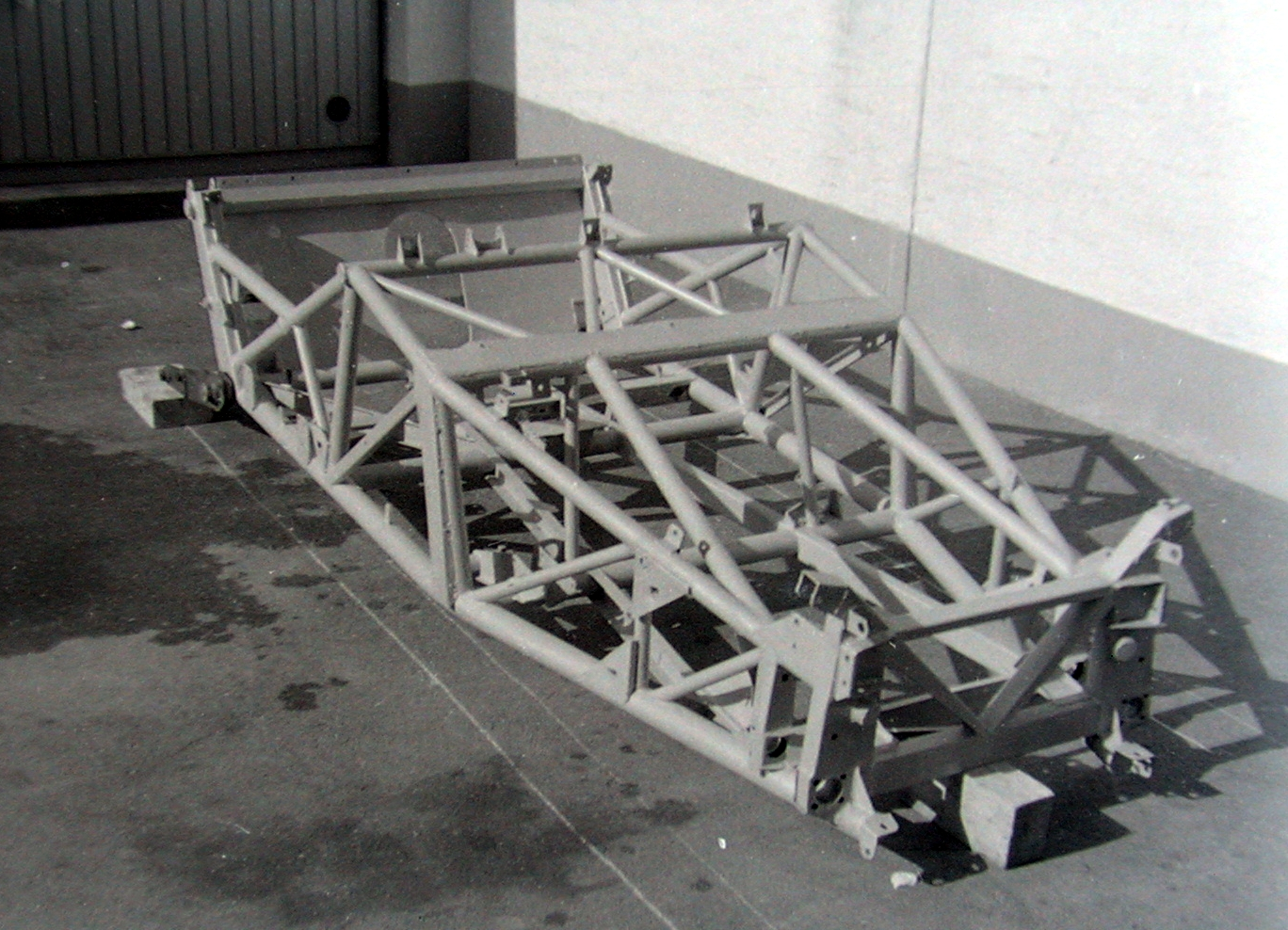
Châssis de la Jaguar C-Type

Le premier vrai châssis à structure spatiale est produit dans les années 1930 par Buckminster Fuller et William Bushnell Stout (la Dymaxion et la Stout Scarab) qui ont compris la théorie du véritable châssis à structure spatiale à partir de l'architecture ou du design d'avion.
En 1951, la voiture de course Jaguar Type C qui remporta les 24 heures du Mans à deux reprises, avait un châssis léger multi-tubulaire, triangulé, sur lequel une carrosserie aérodynamique en aluminium a été conçue.
Le terme italien Superleggera (en français : « super-léger ») a été déposé par la Carrozzeria Touring pour la construction de carrosseries légères de voitures de sport et ressemble à un châssis à structure spatiale. À l'aide d'un cadre en trois dimensions, qui se compose d'une cage de boyaux étroits qui courent sous la carrosserie, les ailes et le radiateur, le capot et le toit, et sous la fenêtre arrière, ressemble à une structure géodésique. Une carrosserie est fixée à l'extérieur du cadre et est souvent faite d'aluminium. Cette construction de carrosserie ne supprime cependant pas les tensions en flexion, et nécessite donc encore l'ajout d'un véritable châssis.

### Sous-châssis

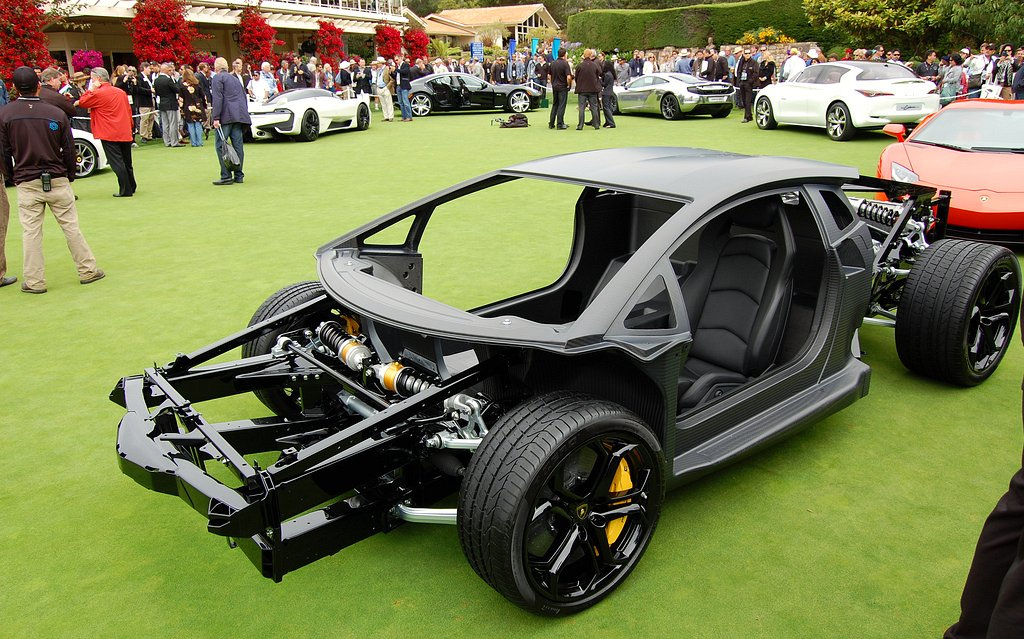
La Lamborghini Aventador a une monocoque centrale en fibres de carbone, avec des sous-châssis en acier à l'avant et à l'arrière pour le montage de la mécanique.

Un sous-châssis est un cadre structurel distinct, afin de renforcer ou de compléter une section particulière d'une structure de véhicule. En général attaché à une structure monocoque, la rigidité du sous-châssis peut traiter des forces élevées et permettre de les transférer de façon uniforme sur une feuille de métal de grande superficie relativement mince d'une carrosserie unifiée. Les adaptations de ce concept sont souvent trouvés à l'avant ou à l'arrière des voitures, et sont utilisés pour fixer la suspension du véhicule. Un sous-châssis peut également contenir le moteur et la transmission. Il est normalement construit en profils d'acier rectangulaires, mais peut aussi être tubulaire.
Des exemples dans des véhicules particuliers comprennent les GM F plate-forme de 1967-1981, de nombreux modèles construits sur la GM X plate-forme (1962), GM M/L plate-forme de camionnette (Chevrolet Astro/GMC Safari, qui comprend une variante à quatre roues motrices), et la coque unibody AMC Pacer qui a incorporé un sous-châssis avant pour isoler l'habitacle des charges du moteur, de la suspension et de la direction,.

## Évolution de la conception des châssis d'automobile

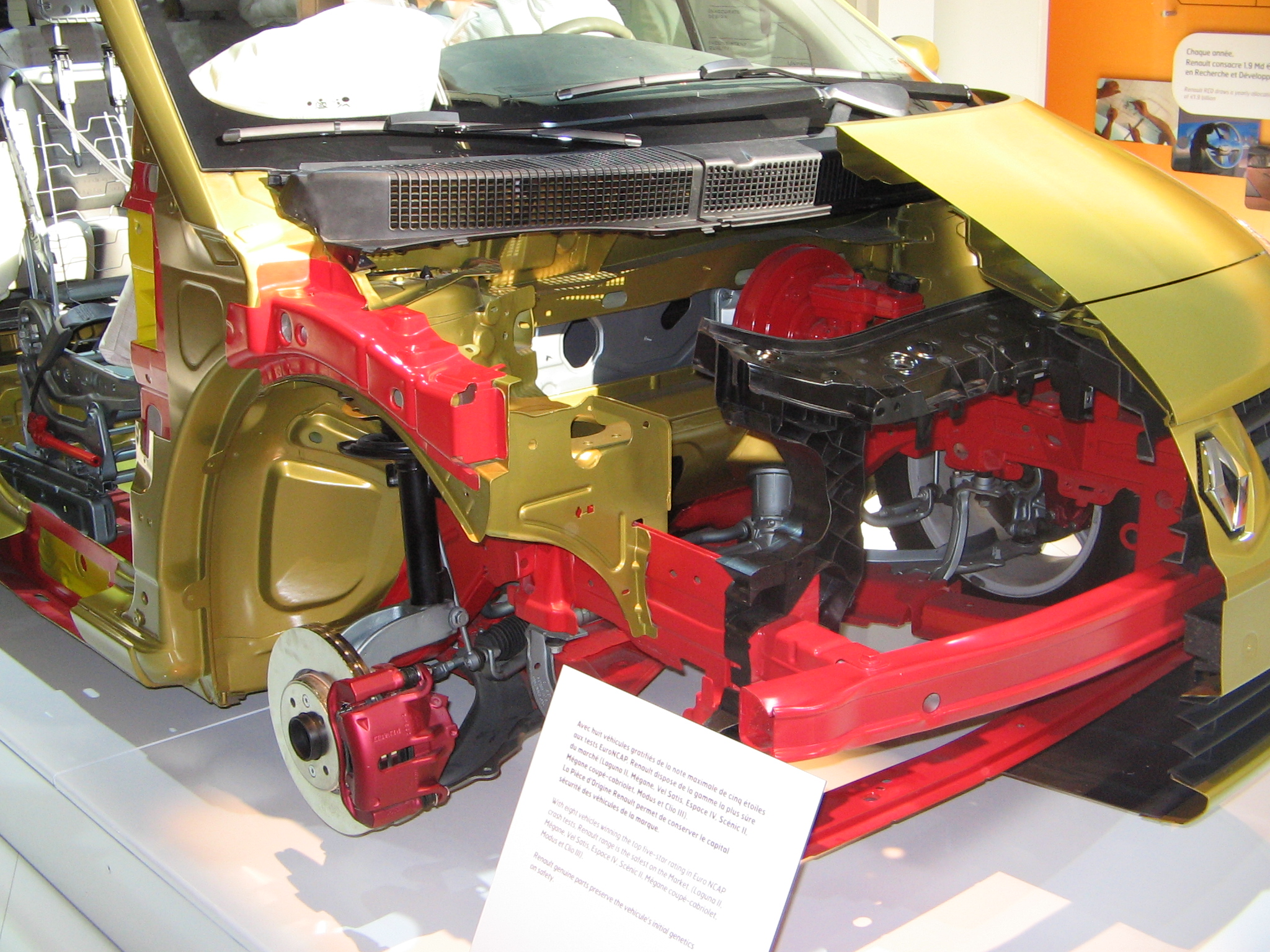
Mono-coque Renault

Au début de l'histoire de l'automobile, le châssis était constitué de deux poutres assemblées en H. Sur ce squelette étaient fixées les suspensions, les essieux, le moteur, la transmission et la carrosserie.
Dans les années 1930, les ingénieurs ont cherché à reporter la rigidité apportée par le châssis sur la carrosserie. Grâce aux procédés d'emboutissage, de soudure, voire de collage, on peut nervurer et donner des formes spécifiques aux tôles qui la composent, afin de donner une bonne rigidité à l'assemblage. Ces différentes techniques ont permis d'alléger sensiblement l'ensemble, puis, plus tard, d'optimiser le comportement de la structure du véhicule en cas de choc (sécurité passive).
Le châssis-coque est devenu la plate-forme la plus courante de châssis d'automobile, le châssis est intégré à la carrosserie et forme, entre autres, l'habitacle.
Différentes solutions ont été testées tout au long du XXe siècle et continuent d'être explorées par les ingénieurs.

Différents types de châssis
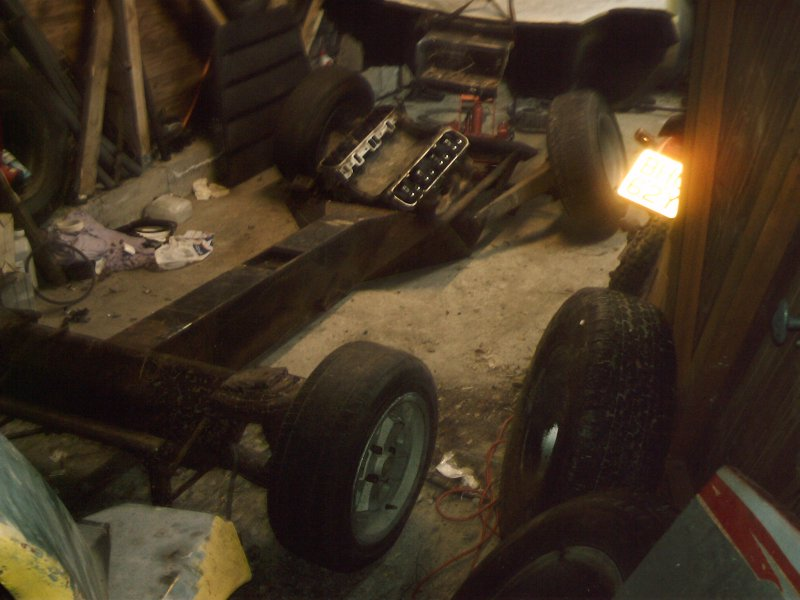
Châssis poutre.
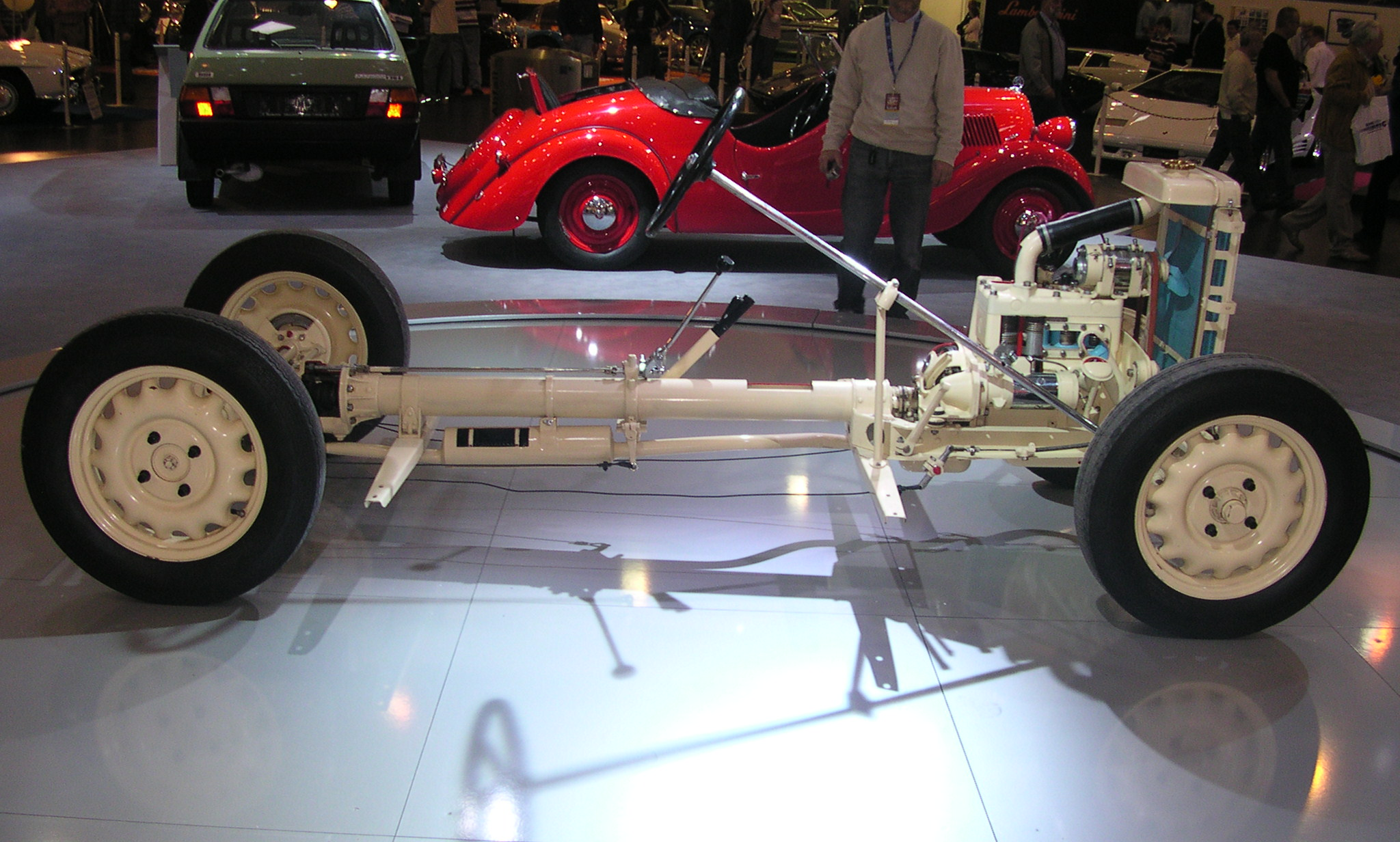
Châssis Tube de transmission.
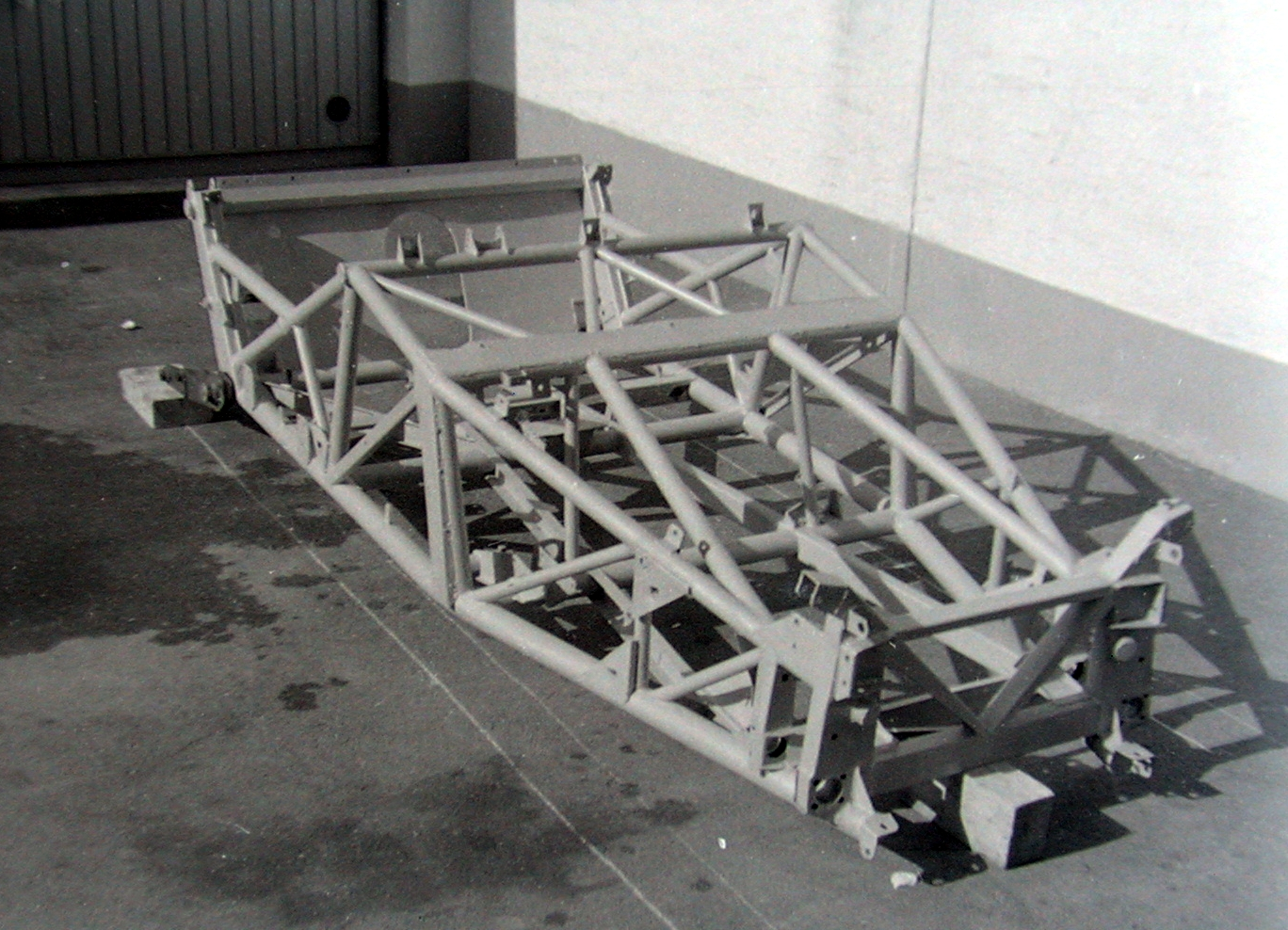
Châssis en treillis tubulaire (Jaguar Type C)
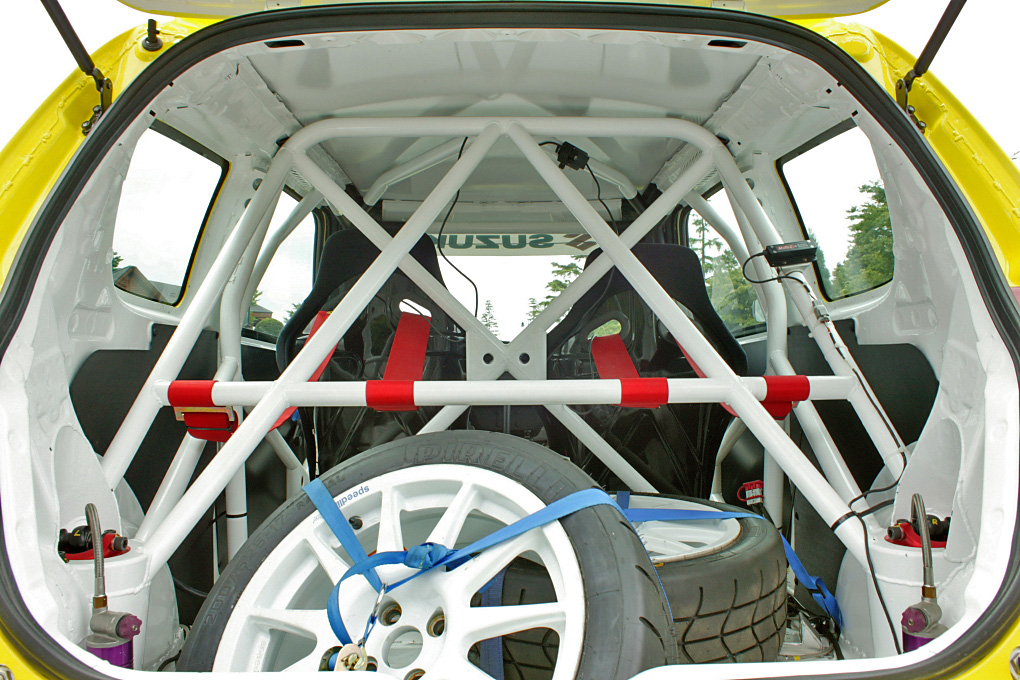
Coque renforcée de compétition.
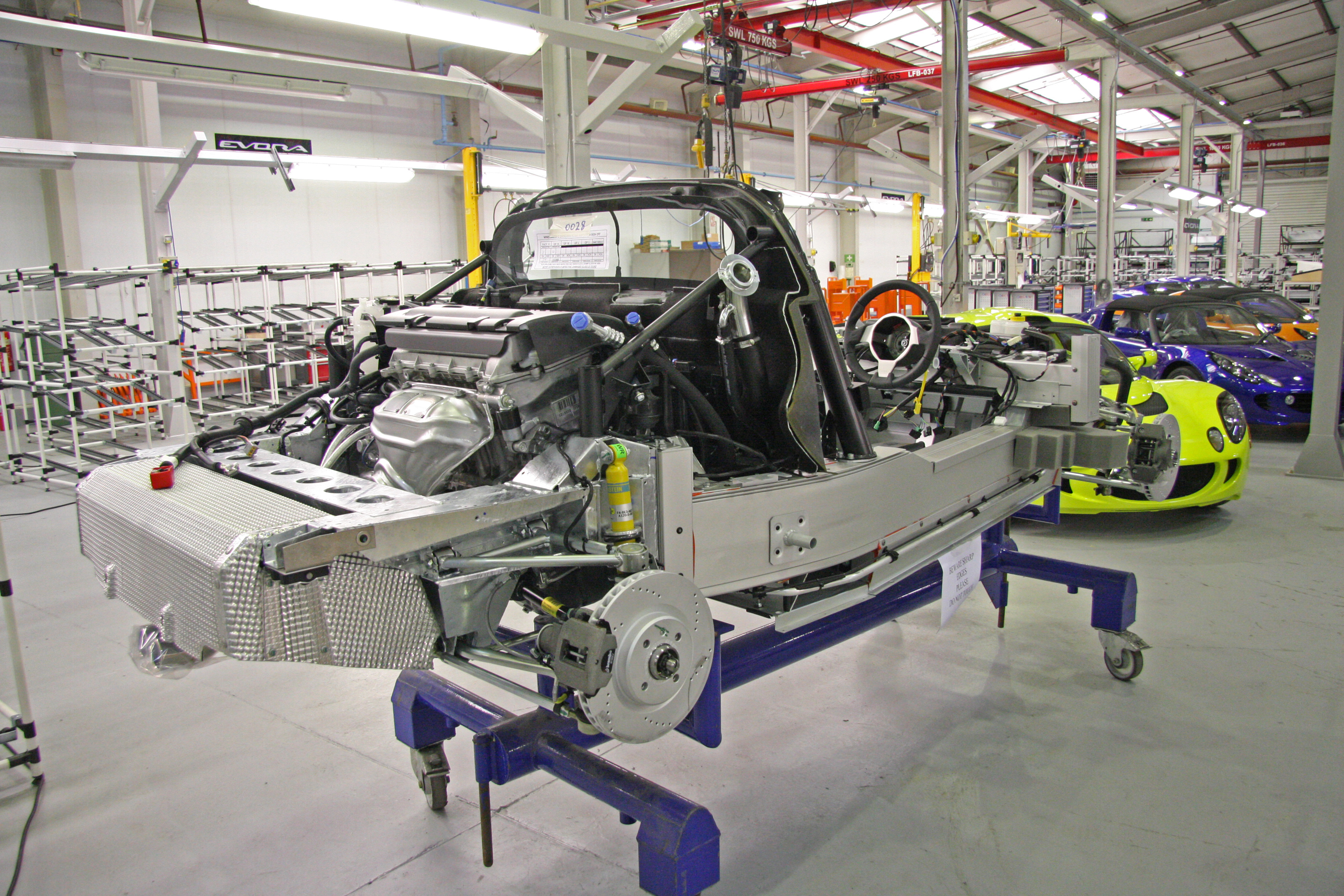
Châssis en aluminium collé Lotus.
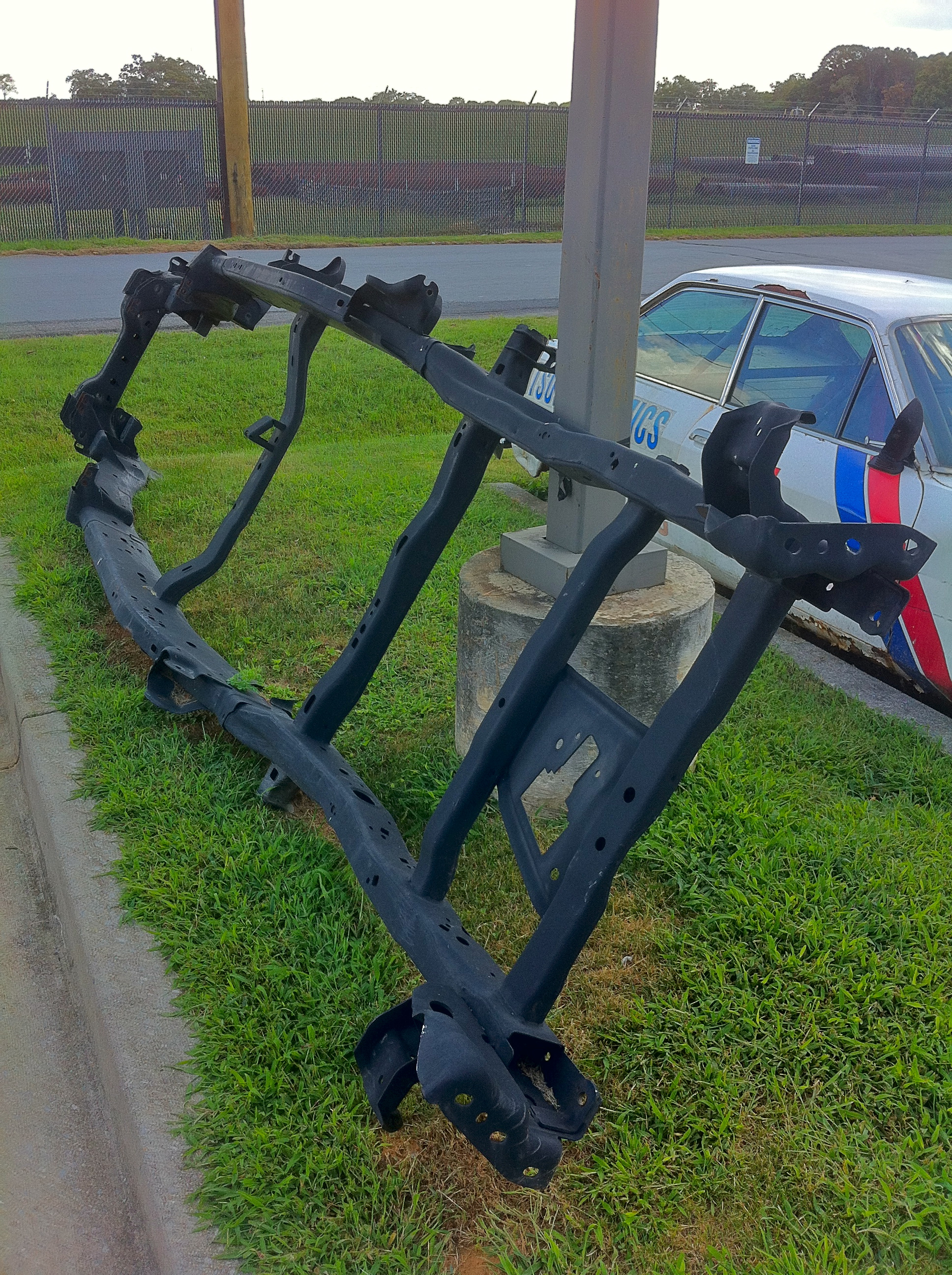
Châssis en échelle.